# Casimiro Ulloa
José Casimiro Ulloa Bucelo, más conocido como José Casimiro Ulloa (Lima, 4 de marzo de 1829-Arequipa, 5 de agosto de 1891), fue un médico, docente, escritor, periodista y político peruano. Es una de las figuras más importantes de la medicina peruana, siendo el primero en su país en ocuparse de la atención profesional a los pacientes psiquiátricos. Fue también uno de los fundadores de la Cruz Roja Peruana y el organizador de la sanidad militar, de la cual ha sido nombrado patrono. En su memoria, un hospital de emergencias de Lima lleva su nombre.

## Biografía
Hijo de José Ulloa y Molina y de Justa Bucelo o Bucello.
Estudió en el Seminario de Santo Toribio. En 1844 se matriculó en el Colegio de Medicina de la Independencia, heredero del colonial Colegio de Medicina de San Fernando, y que años después se convirtió en la Facultad de Medicina de San Fernando de la Universidad Mayor de San Marcos.
Se recibió de médico cirujano en 1851, y en este mismo año fue enviado por su maestro Cayetano Heredia a París para perfeccionarse y estudiar la organización de la enseñanza médica.
Regresó al Perú en 1855. Colaboró con Cayetano Heredia en la creación de la Facultad de Medicina. Fue nombrado secretario de la Facultad y catedrático de Terapéutica y Materia Médica.
Fue gestor de la fundación de la Sociedad Médica de Lima (cuya presidencia ejerció en 1864), y fundador y director de la Gaceta médica de Lima, que se editó de 1856 a 1869, y de1875 a 1880. Fue también uno de los fundadores y colaboradores de la Revista de Lima, que apareció en 1859.
En diciembre de 1859, se casó con Catalina Cisneros, hermana de Luciano y Luis Benjamín Cisneros. Tuvieron siete hijos, entre ellos el periodista Alberto Ulloa Cisneros, el escritor Abel Ulloa Cisneros y el historiador Luis Ulloa Cisneros. 
Fue el primer director del hospicio de la Misericordia, más conocido como el Manicomio del Cercado, fundado el 16 de diciembre de 1859 para atender a los pacientes psiquiátricos.  Fue el primero en el Perú en iniciar el tratamiento científico y humanitario hacia dichos pacientes, hasta entonces recluidos en los llamados loqueríos.
En 1865 respaldó a la revolución nacionalista acaudillada por el coronel Mariano Ignacio Prado, que derrocó al gobierno de Juan Antonio Pezet. Durante el combate del Callao, prestó voluntariamente sus servicios a los heridos.
En el gobierno dictatorial de Prado ejerció también el cargo de subsecretario de Justicia e Instrucción (1866).
Fue elegido miembro del Congreso Constituyente de 1867 por la provincia de Huaylas durante el gobierno de Mariano Ignacio Prado. Este congreso expidió la Constitución Política de 1867, la octava que rigió en el país, y que solo tuvo una vigencia de cinco meses desde agosto de 1867 a enero de 1868.
En 1868 viajó al sur para prestar sus servicios sanitarios, luego de que esa región fuera  devastada por un terremoto.
En 1879 fue uno de los miembros fundadores de la Cruz Roja Peruana.
En febrero de 1880, durante la guerra con Chile, fue nombrado cirujano en jefe del ejército peruano por el entonces Jefe Supremo del Perú, Nicolás de Piérola. Se encargó de la organización de los hospitales de campaña y de las ambulancias civiles de la Cruz Roja Peruana, cuya eficiencia se demostró durante la batalla de Miraflores.
En 1885 impulsó la creación de la Academia Libre de Medicina, que en 1888 se convirtió en la Academia Nacional de Medicina, de la que fue secretario perpetuo.

## Homenajes
En el hospital Víctor Larco Herrera se le erigió un busto de bronce, en reconocimiento a sus esfuerzos por reformar la asistencia a los pacientes con enfermedades mentales.
En 1980, fue bautizado con su nombre el Hospital de Emergencias situado en  Miraflores (Lima), nacido de la fusión de las Asistencia Públicas de Lima y de Miraflores.
Desde 1987 es Patrono del Servicio de Sanidad del Ejército peruano.